# Малый Урьевский Ёган
Малый Урьевский Ёган — река в России, протекает по Нижневартовскому району Ханты-Мансийского АО. Устье реки находится в 118 км по левому берегу реки Урьевский Ёган. Длина реки составляет 24 км.
Высота истока — 71 м над уровнем моря. Высота устья — 45,8 м над уровнем моря.

## Данные водного реестра
По данным государственного водного реестра России относится к Верхнеобскому бассейновому округу, водохозяйственный участок реки — Обь от впадения реки Вах до города Нефтеюганск, речной подбассейн реки — Обь ниже Ваха до впадения Иртыша. Речной бассейн реки — (Верхняя) Обь до впадения Иртыша.
Код объекта в государственном водном реестре — 13011100112115200042013.